# Lijst van Nederlandse glazeniers

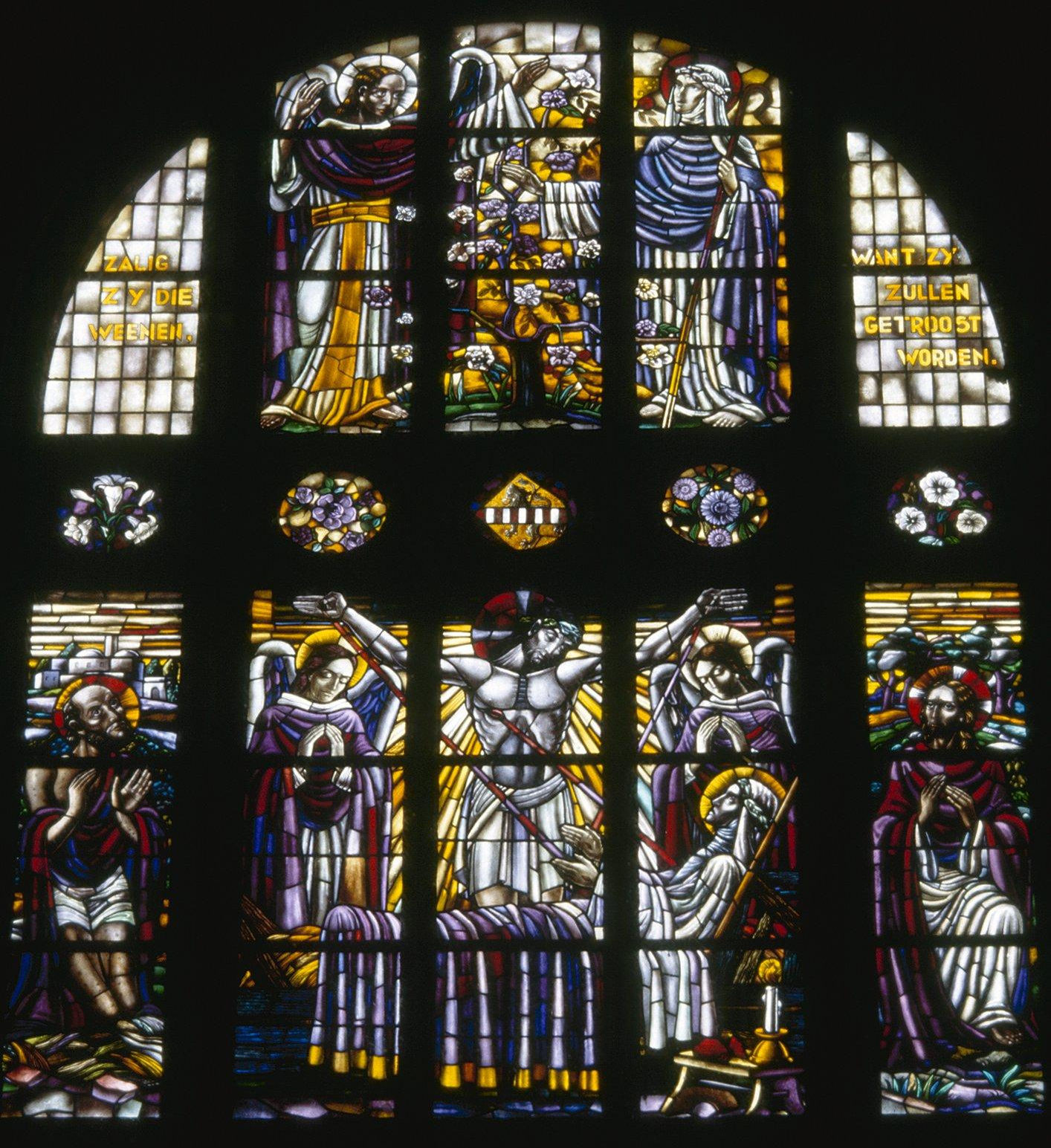
Henk Asperslagh: Liduinaraam (1947-1952), Sint-Laurenskerk, Rotterdam

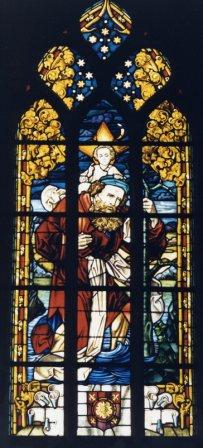
Otto Mengelberg: Christoforus (1920), Christoforuskerk, Schagen

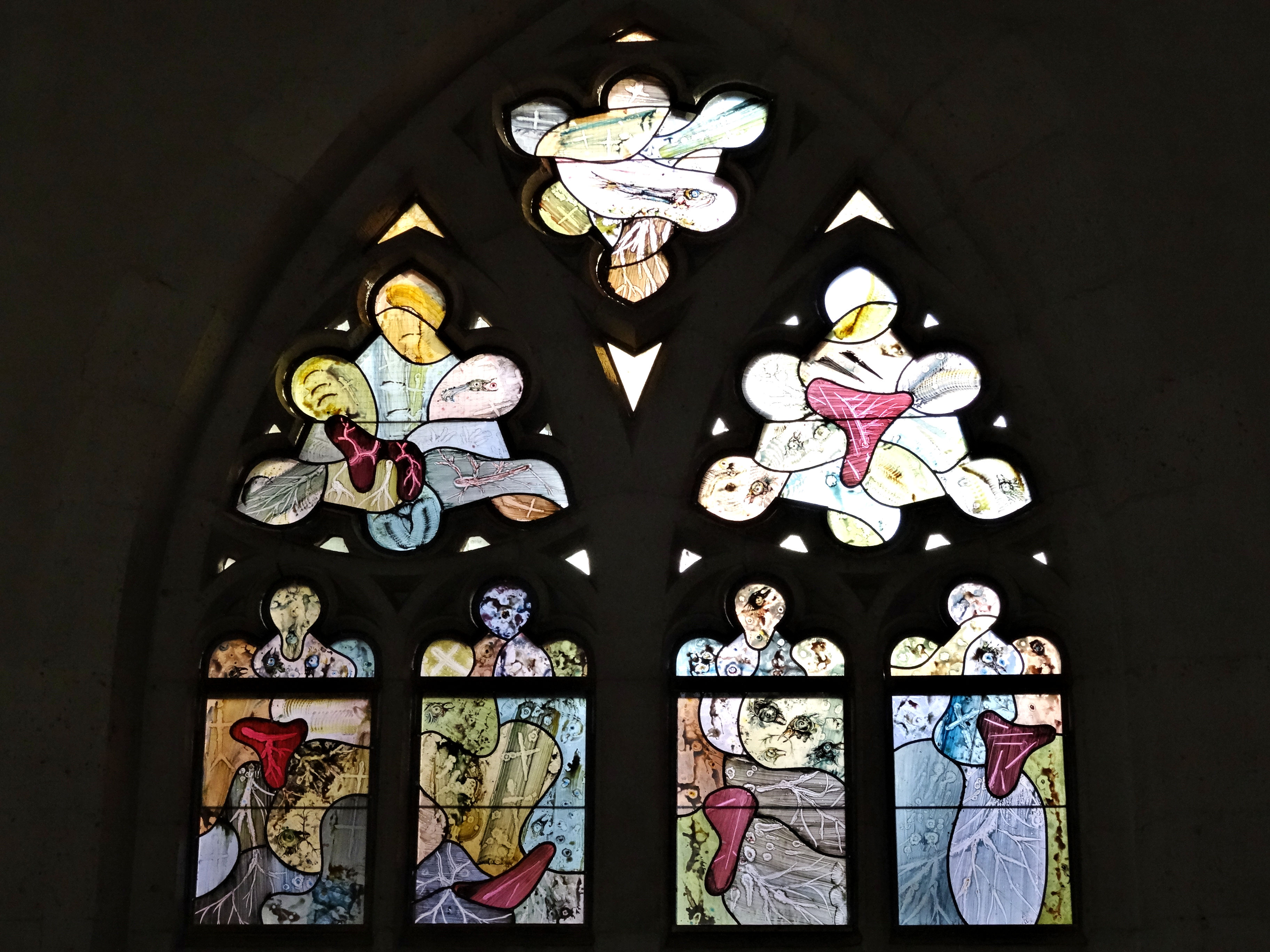
Marc Mulders: Stigmata (2001), Sint-Stevenskerk, Nijmegen

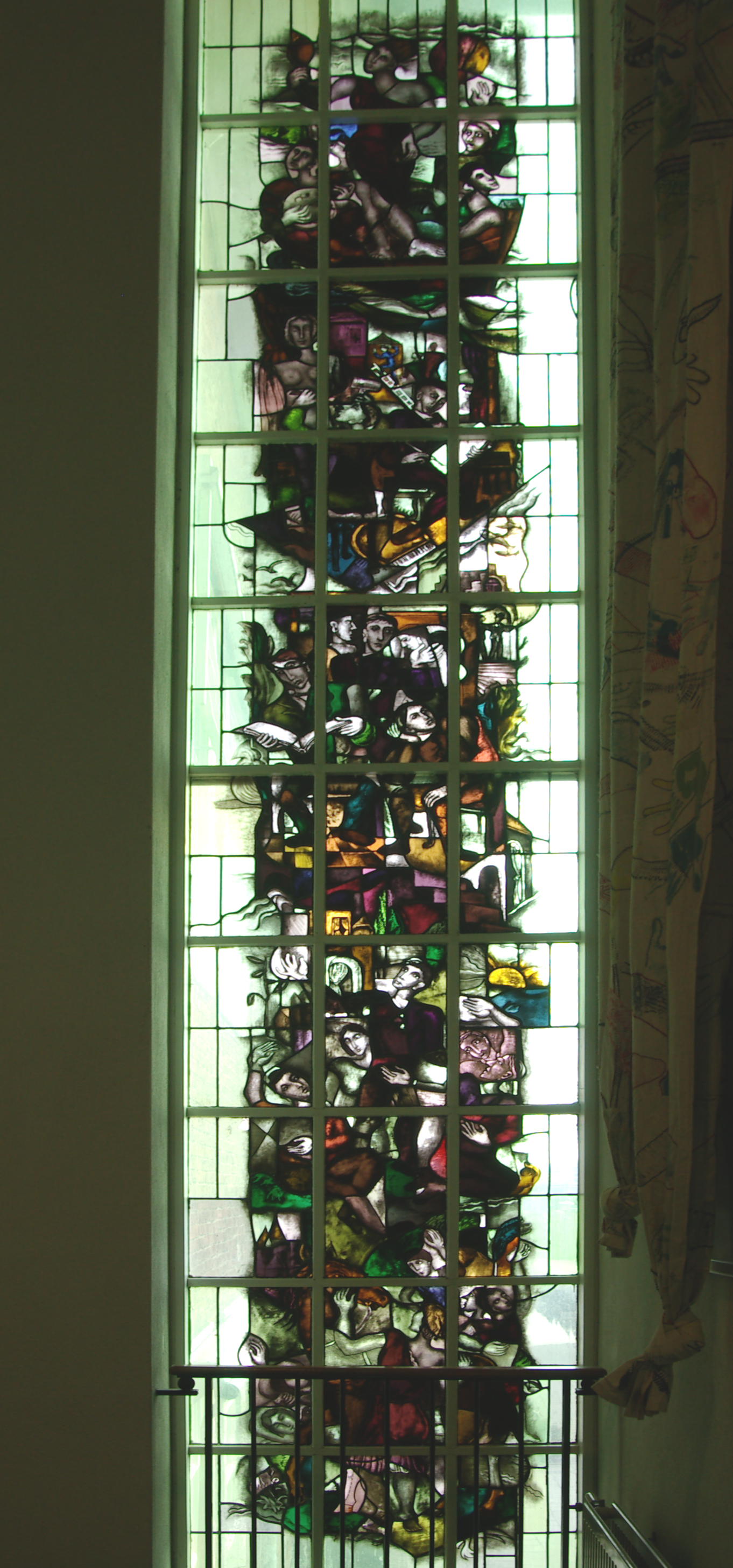
Joep Nicolas: entree van het Lingecollege (1930), Tiel

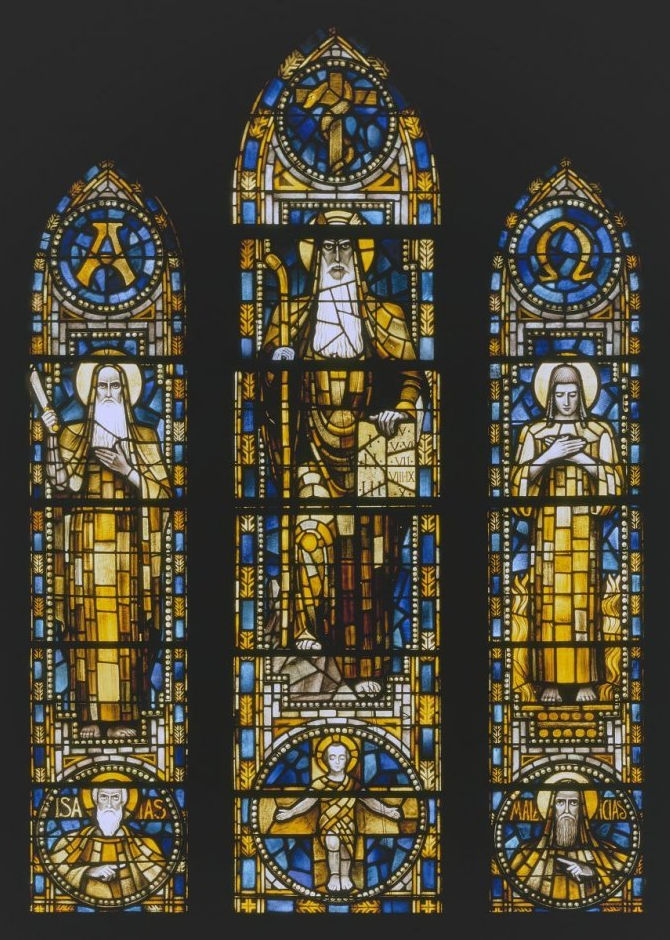
Jan Oosterman: raam van de Sint-Vituskerk, Blaricum

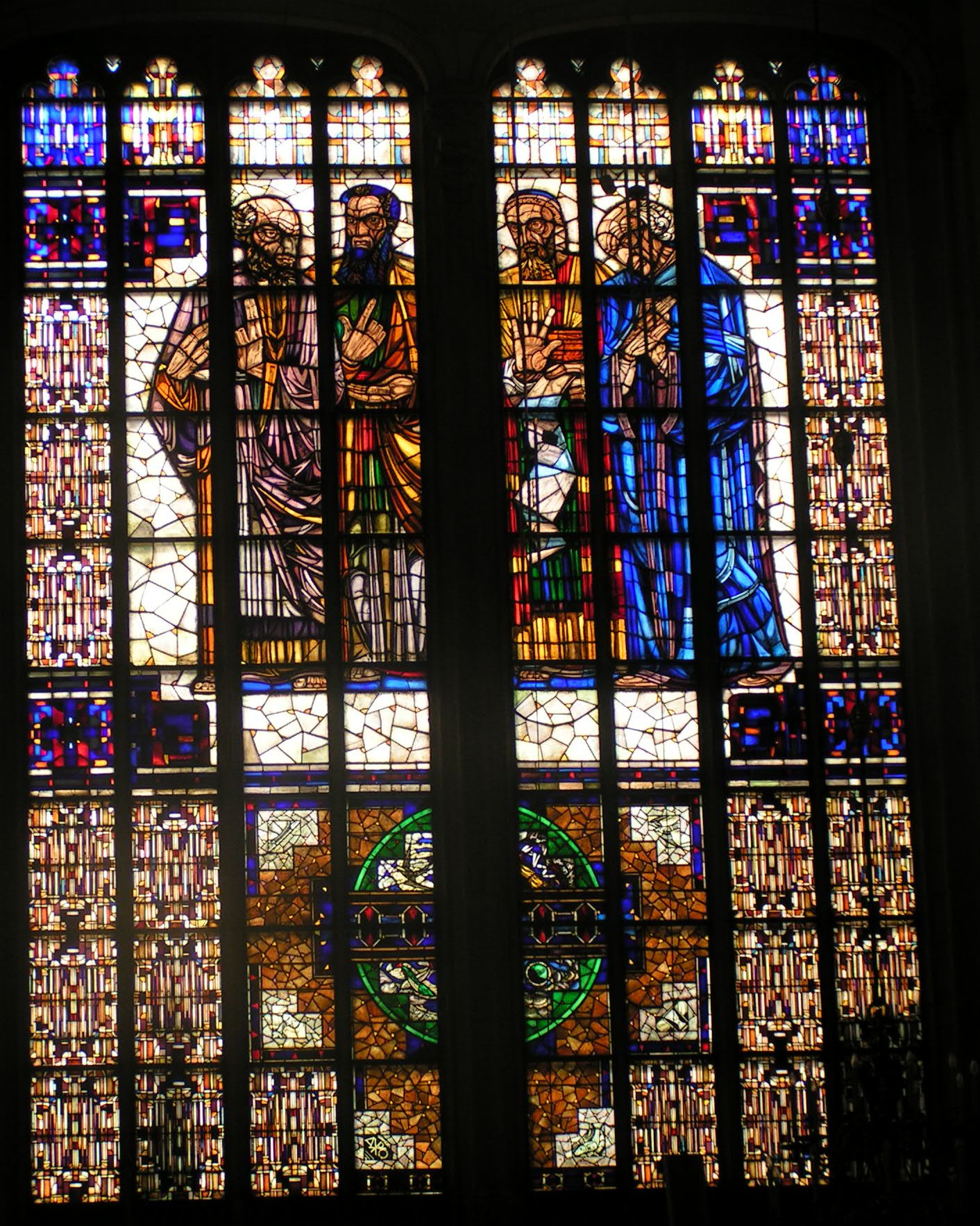
Richard Roland Holst: ramen van de Dom van Utrecht

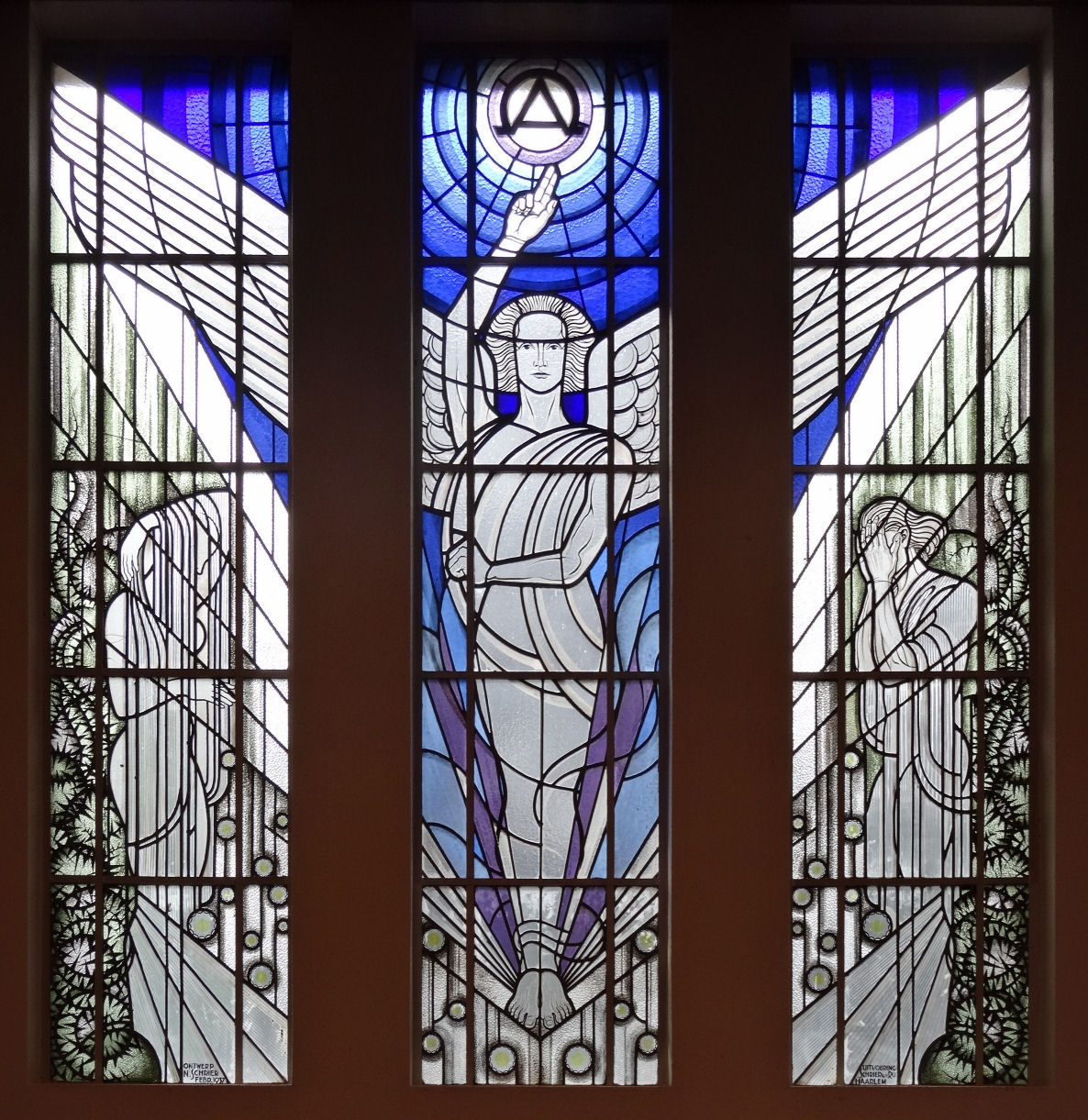
Nico Schrier: De engel (1937) in de aula van begraafplaats Den en Rust, Bilthoven

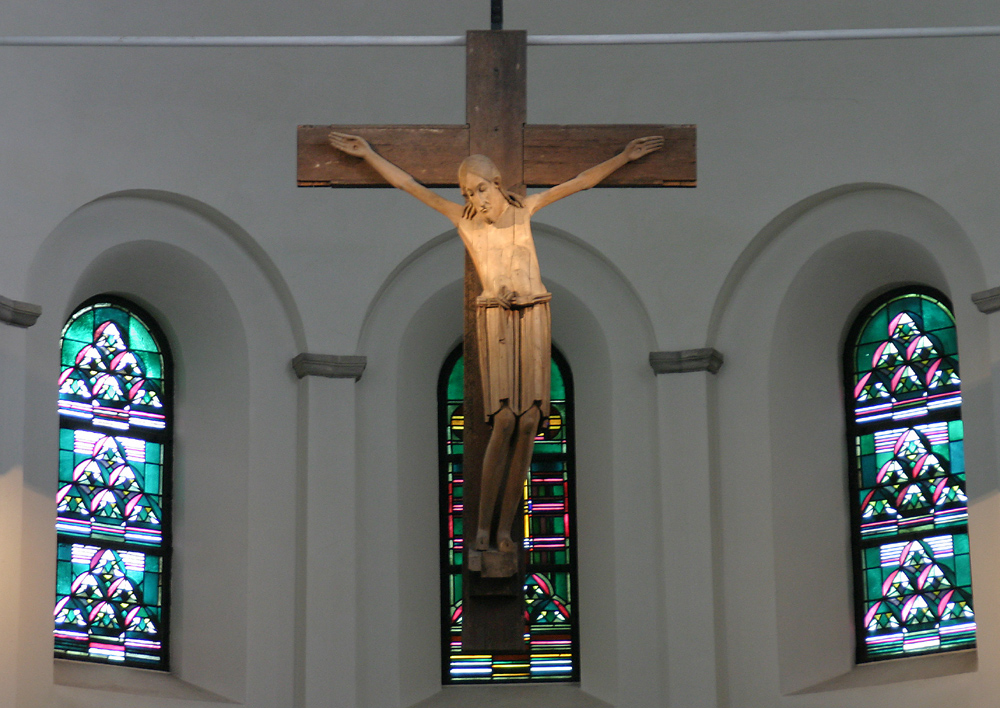
Johan Thorn Prikker: ramen van de St. Georg (1930), Keulen

Dit is een lijst van Nederlandse glazeniers met een artikel op de Nederlandstalige Wikipedia, gerangschikt op alfabet. 
Voor de Zuid-Nederlandse glazeniers (van voor 1830), zie: categorie:Zuid-Nederlands glazenier (voor 1830)

## A
- Gisèle d'Ailly-van Waterschoot van der Gracht (1912-2013)
- Carlo Andreoli (1945)
- Alex Asperslagh (1901-1984)
- Henk Asperslagh (1906-1964)
- Lou Asperslagh (1893-1949)

## B
- Frans Balendong (1911-1998)
- Karel de Bazel (1869-1923)
- Toon Berg (1877-1967)
- Lando van den Berg (1913-1969)
- Raymond van Bergen (1883-1978)
- Atelier Bevo (1947-heden)
- Han Bijvoet (1897-1975)
- Willem Bogtman (1882-1955)
- Dirk Boode (1891-1957)
- Glasbewerkingsbedrijf Brabant (1951)
- Dick Broos (1903-1991)
- Hugo Brouwer (1913-1986)
- Carel Bruens (1925-2024)
- Henk van de Burgt (1913-2009)

## C
- Heinrich Campendonk (1889-1957)
- Jules Chapon (1914-2007)
- Piet Clijsen (1909-1977)
- Dirck Crabeth (circa 1505-1574)
- Wouter Crabeth (circa 1520-1589)

## D
- Jo Daemen (1891-1944)
- Egbert Dekkers (1908-1983)
- Antoon Derkinderen (1859-1925)
- Aquino van Dijck (1922-2002)
- Iemke van Dijk (1968)
- Jan Dijker (1913-1993)
- Johan Dijkstra (1896-1978)

## E
- Jan Eisenloeffel (1876-1957)
- Hubert Estourgie (1924-1982)
- Jan Everts (1899-1993)
- Charles Eyck (1897-1983)

## F
- Ted Felen (1931-2016)
- Hubert Felix (1913-1986)
- Atelier Flos (ca 1935-2017)
- Bartram de Fouchier (1609-1673)
- Gilles Franssen (1921-1979)
- Jacques Frenken (1929-2022)

## G
- Pieter Geraedts (1911-1978)
- Frits Geuer (1878-1961)
- Heinrich Geuer (1841-1904)
- Piet Gerrits (kunstenaar) (1878-1957)
- Johannes Willem Gips (1869-1924)
- Jérôme Goffin (1921-1963)
- Cees Graswinckel (1906-1989)
- Adrie Grootens (1864-1957)

## H
- Marianne van der Heijden (1922-1998)
- August Hermans (1875-1936)
- Pieter A.H. Hofman (1886-1965)
- Friso ten Holt (1921-1997)
- Jos ten Horn (1894-1956)
- Theo van der Horst (1921-2003)

## J
- Jacob Jongert (1883-1942)

## K
- Albert Klijn (1895-1981)
- Henricus Kocken (1882-1955)
- Piet Kok (1919-1981)
- Gunhild Kristensen (1919-2002)
- Paul Kromjong (1903-1978)
- Julie Kropholler (1894-1963)
- Herman Kruyder (1881-1935)
- Claudia Kuyken (1967)

## L
- Loek Lafeber (1929-2012)
- Henri van Lamoen (1900-1949)
- Eugène Laudy (1921-1995)
- Chris Lebeau (1878-1945)
- Johan Lennarts (1932-1991)
- Ed Löhrer (1853-1918)
- Huub Loontjens (1906-1979)
- Lambert Lourijsen (1885-1950)

## M
- Arnold Maas (1909-1981)
- Jon Marten (1934)
- Jan Meine Jansen (1908-1994)
- Otto Mengelberg (1867-1924)
- Willem Mengelberg (1897-1967)
- Gerard Mesterom (1875-1960)
- Jaap Min (1914-1987)
- Marc Mulders (1958)

## N
- Max Nauta (1896-1957)
- Joep Nicolas (1897-1972)
- Toon Ninaber van Eyben (1896-1977)
- Jacobus Willem le Nobel (1866-1924)
- Frans Nols (1922-1972)

## O
- Jan-Willem van Oldeneel
- Jan Ooms (1915-1975)
- Jan Oosterman (1876-1936)
- Mies van Oppenraaij (1910-1998)
- Luuc Ottens (1947-2006)
- Michel van Overbeeke (1942)
- Willem van Oyen (1921-2004)

## P
- Jan Peeters (1912-1992)
- Christoffel Pierson (1631-1714)
- Jentsje Popma (1921)
- Jaap Pronk (1898-1977)
- Annemiek Punt (1959)

## R
- Richard Roland Holst (1868-1938)
- Edlef Romeny (1926)
- Jean den Rooijen (1866-1939)
- Pierre van Rossum (1919-2003)
- Huib de Ru (1902-1980)
- Jacobus Josephus van Rijckevorsel (1785-1862)
- Joannes van Rijckevorsel (1818-1890)

## S
- J.H.E. Schilling (1893-1942)
- Femmy Schilt-Geesink (1908-1988)
- Henri Schoonbrood (1898-1972)
- Jan Schouten (1852-1937)
- Nico Schrier (1900-1989)
- Lambert Simon (1909-1987)
- Frans Slijpen (1923-1994)
- Henri van der Stok (1870-1946)
- Abram Stokhof de Jong (1911-1966)
- Cornelius van Straaten (1883-1964)

## T
- Floris van Tetterode (1899-1985)
- Johan Thorn Prikker (1868-1932)
- Henk Tieman (1921-2011)
- Hans Truijen (1928-2005)

## V
- Pieter van Velzen (1911-1990)
- Jacques Verheyen (1911-1989)

## W
- Wim Wagemans (1906-1993)
- Everardus Warffemius (1885-1969)
- Max Weiss (1910-1972)
- Karla Wenckebach (1923)
- Jaap Weyand (1886-1960)
- Pieter Wiegersma (1920-2009)
- Matthieu Wiegman (1886-1971)
- Willem Wiegmans (1892-1942)
- Daan Wildschut (1913–1995)
- Wim van Woerkom (1905-1998)

## Y
- Jacob Ydema (1901-1990)